# Kendirli Shyghanaghy
Kendirli Shyghanaghy är en vik i Kazakstan.   Den ligger i oblystet Mangghystau, i den västra delen av landet, 1 700 km sydväst om huvudstaden Astana.